# Qatar i olympiska sommarspelen 1992
Qatar deltog i de olympiska sommarspelen 1992 med en trupp bestående av 28 deltagare, men ingen av landets deltagare erövrade någon medalj.

## Friidrott
Herrarnas 4 x 400 meter stafett
- Sami Jumah, Masoud Khamis, Ibrahim Ismail Muftah och Fareh Ibrahim Ali
  - Heat — 3:07,26 (→ gick inte vidare)

Herrarnas längdhopp
- Abdullah Mohamed Al-Sheib
  - Kval — 7,27 m (→ gick inte vidare)

Herrarnas kulstötning
- Bilal Saad Mubarak
  - Kval — 17,01 m (→ gick inte vidare)